# Langinkoski

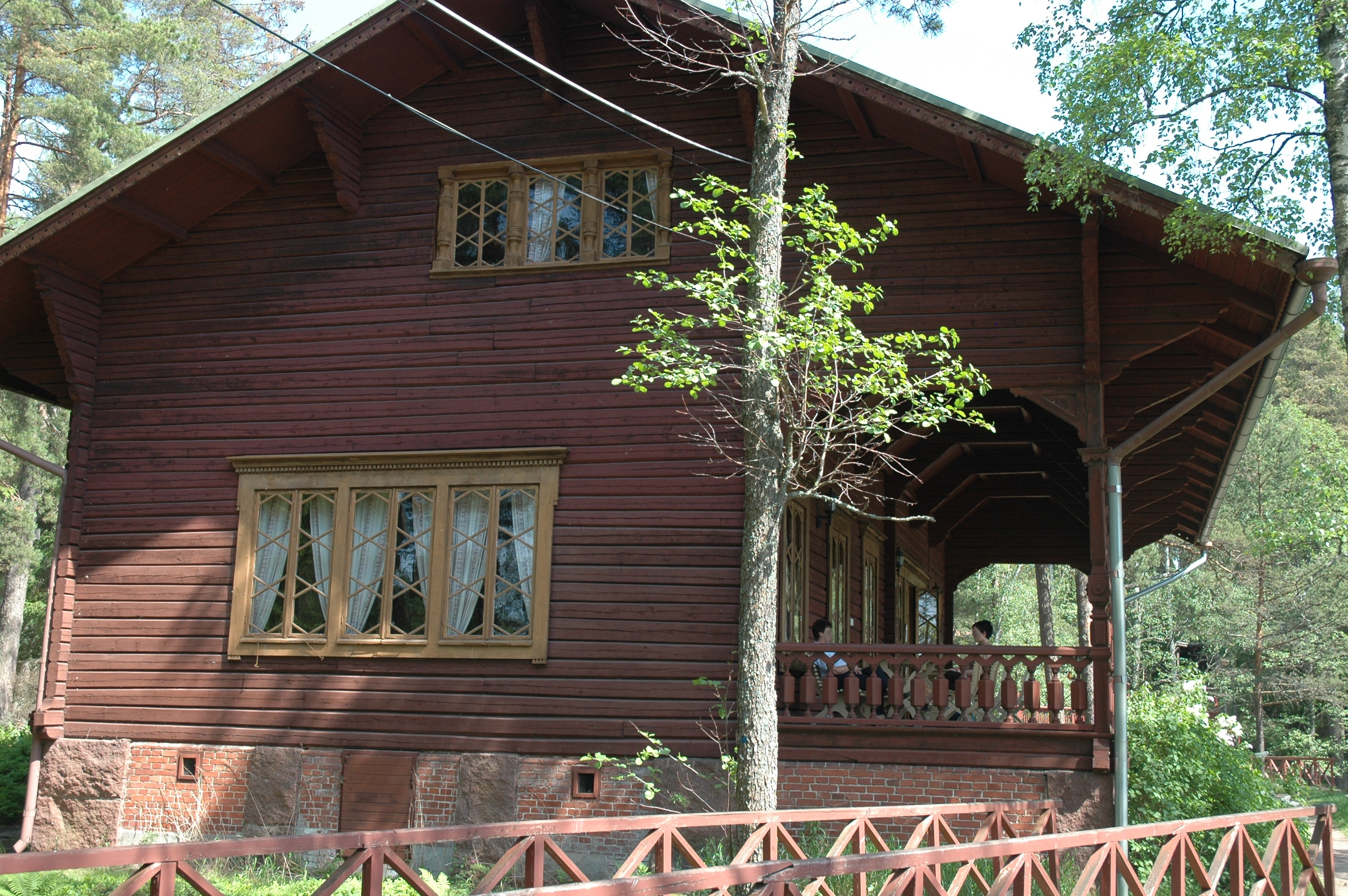
Casino imperiale di pesca, situata nei pressi delle rapide di Langinkoski

Le rapide di Langinkoski si trovano a circa 5 km dal centro di Kotka, in Finlandia, e fanno parte del bacino fluviale del fiume Kymijoki.
Sulla riva orientale  delle rapide è presente un casino imperiale di pesca, una struttura costruita nel 1889 per lo zar Alessandro III. All'interno sono stati mantenuti gli arredi originali e le camere conservano il loro stile di fine Ottocento.